# ۱۳۰۱ (خورشیدی)
۱۳۰۱ سالی عادی بود که در روز چهارشنبه آغاز شد. این سال اولین سال از دههٔ ۱۳۰۰، اولین سال از سده ۱۴ و سیصد و دومین سال از هزاره دوم هجری شمسی بود. زمان تحویل این سال چهل و هشت دقیقه بعد از ظهر به وقت تهران بود.
تا پیش از سال ۱۳۰۴ که سال هجری خورشیدی در ایران رسمیت یافت تاریخ‌های شمسی و قمری با هم استفاده می‌شدند اما در مکاتبات رسمی تاریخ شمسی کاربرد بیشتری داشت. برای ذکر نام ماه‌ها در این زمان از بروج فلکی استفاده می‌شد. نکتهٔ مهم دیگر این است که هر سال یکی از ماه‌های جوزا (خرداد) یا تیر (سرطان) ۳۲ روزه حساب می‌شدند. همچنین ماه‌های حمل (فروردین) ۳۰ روزه، جدی (دی) ۲۹ روزه و حوت (اسفند) ۳۰ روزه بودند.
در سال ۱۳۰۱ تیرماه ۳۲ روزه گرفته شده بود.

## رویدادها

### فروردین
- ۱ فروردین – تشکیل امنیه در ایران به ریاست علی‌خان سردار رفعت با ادغام دو نیروی قزاق و ژاندارمری برای محافظت از راه‌های کشور[۲]. امنیه تحت نظر وزارت جنگ قرار گرفت.
- ۱ فروردین – انحلال بعضی دوایر وزارت عدلیه و اتمام خدمت ۹۰ قاضی به دستور عبدالحسین تیمورتاش وزیر عدلیه، به دلیل کسر بودجه[۳]
- ۱ فروردین – انحلال گارد شهری از زیرمجموعه‌های اداره نظمیه ایران به دلیل کسر بودجه[۴]
- ۱ فروردین – آمار مرگ و میر تهران در سال ۱۳۰۰ خورشیدی اعلام شد: ۲۸۰۲ مرد و ۱۹۱۶ زن و در مجموع ۴۷۱۸ نفر.[۵]
- ۱ فروردین – بلدیه طهران آمار کشتار دام تهران در سال ۱۳۰۰ را اعلام کرد:  ۱۴۵٬۹۶۴ رأس گوسفند، ۹۸٬۵۸۶ رأس بز، ۱۵۹ رأس بره، ۳٬۷۷۷ رأس گاو، ۵۴۴ رأس گوساله، ۱۵ نفر شتر در مجموع ۲۴۹٬۰۵۵ رأس و معادل ۱٬۹۵۵٬۷۳۳ من گوشت[۵]
- ۱ فروردین – آمار تولید و مصرف نان در سال ۱۳۰۰: ۲۴۹ نانوایی، ۹٬۸۱۵٬۸۹۷ من آرد مصرف کرده و ۱۴٬۲۹۱٬۶۷۵ من نان تولید کردند. ۹۰٪ از نان مصرفی تهرانی‌ها را سنگک و لواش تشکیل می‌داده است.[۵]
- ۴ فروردین – دیدار احمدشاه قاجار با رئیس‌جمهور فرانسه در پاریس[۶]
- ۶ فروردین – پرچم افغانستان در کنسولگری این کشور در مشهد بالا رفت.[۷]
- ۶ فروردین – روزنامه اقدام در سرمقالهٔ خود ایرانیان را تشویق به حمایت از فلسطین در برابر ظلم انگلستان و یهود کرد.[۸]
- ۸ فروردین – رضاخان وزیر جنگ در فرمانی مقرر کرد واعظان روحانی در همه بخش‌های قشون با وعظ و خطابه در راه تحکیم مبانی دینی و تعالیم اخلاقی به افراد قشون مشارکت کنند.[۹]
- ۸ فروردین – مخالفت روحانیون کاشان و اصفهان با قانون جزای عرفی[۱۰]
- ۹ فروردین – به‌رسمیت شناختن استقلال مصر توسط دولت ایران[۱۱]
- ۱۰ فروردین – تأسیس اداره کل طرق و شوارع
- ۱۱ فروردین – اعتصاب کارگران هندی شرکت نفت ایران و انگلیس[۱۲]
- ۱۲ فروردین: تأسیس سکونتگاه کشاورزی گیواتائیم توسط ۲۲ نفر از دومین گروه مهاجران صهیونیست علیا در فلسطین. امروزه گیواتائیم بخشی از تل‌آویو است. در همین روز سکونگاه مشابهی به نام احوزا A - نیویورک که امروزه با نام شهر رعانانا مشهور است، توسط شرکتی به همین نام تشکیل شد.
- ۱۴ فروردین – انتخاب هیئت رئیسه مجلس شورای ملی[۱۳]
- ۱۳ فروردین – ملاقات میان چند تن از خوانین کشکولی با ژنرال کنسول انگلستان بدون اطلاع دولت. گمانه‌ها حاکی از آن بود که این ملاقات در خصوص عقد یک قرارداد میان شرکت نفت ایران و انگلیس با خوانین مذکور برای کشف و استخراج نفت بوده است.[۱۴]
- ۱۸ فروردین – اعتراض آژان‌های تبریز به تعویق حقوقشان که منجر به دستگیری ایشان شد.[۱۵]
- ۱۹ فروردین – آصف‌السلطنه از طرف اعتضادالسلطنه نایب‌السلطنه و معاون‌الدوله رئیس تشریفات وزارت امور خارجه از طرف هیئت دولت به سفارت آمریکا در تهران رفته و به وزیر مختار تازه‌وارد تبریک گفتند. وزیر مختار طبق عرف خودش باید ابتدا به دربار می‌رفت.[۱۶]
- ۱۹ فروردین – حرکت نیروهای نظامی برای سرکوب امام قلی‌خان و بویراحمدی‌ها و سایر یاغیان فارس. یاغیان پس از دیدن قوای دولتی تسلیم شدند.
- ۲۰ فروردین – وزارت معارف آمار دانش‌آموزان و مدارس را در سال ۱۳۰۰ اعلام کرد: ۴۴۰ باب دبستان دولتی با ۴۳٬۰۰۰ دانش‌آموز، ۴۶ باب دبیرستان دولتی با ۹۳۰۰ دانش‌آموز [۱۷]
- ۲۱ فروردین – اعتصاب کارکنان وزارت داخله به دلیل عقب‌افتادگی شش ماهه حقوق[۱۸]
- ۲۳ فروردین – بسته شدن سفارت‌خانه‌های ایران در اسپانیا، سوئد، لاهه، بالکان و وینه به دلیل کسر بودجه[۱۹]
- ۲۴ فروردین – دیدار رضاخان وزیر جنگ با سر پرسی لورن وزیر مختار انگلیس[۲۰]
- ۲۶ فروردین – کارگران هندی کمپانی نفت انگلیس و ایران به دلیل دستگیری مهاتما گاندی دست از کار کشیدند.[۲۱]
- ۲۷ فروردین – اجتماع گروهی از بازاریان تهران در خانه رضاخان، وزیر جنگ و تشکر از اقدامات وی در برقراری امنیت[۲۲]
- ۲۷ فروردین – انعقاد قرارداد میان خوانین کشکولی با مسئولین کمپانی نفت جنوب بدون اطلاع دولت، برای اکتشاف و برداشت نفت به این شکل که ابتدا کمپانی بیش از ده هزار تومان به ایشان پرداخت کرده و سپس صدی سه از عایدات به ایشان بپردازد.[۲۳]
- ۲۹ فروردین – تحصن ۶۰ تا ۷۰ نفره‌ی اهالی مطبوعات و دیگران در مجلس در اعتراض به خودکامگی رضاخان وزیر جنگ و درخواست برای برکناری وی[۲۴]
- ۳۰ فروردین – قراسوران‌های استرآباد به دلیل عدم دریافت حقوق در تلگراف‌خانه‌ی این شهر تحصن کردند.[۲۵]
- ۳۰ فروردین – اعلام ممنوعیت خروج طلا و نقره توسط وزارت مالیه[۲۶]

### اردیبهشت
- ۱ اردیبهشت – حسابرسی از تجارت‌خانه طومانیانس[۲۷]
- ۱ اردیبهشت – جلب میرزااسماعیل خان وصالی به دلیل فروش بخشی از اراضی خالصهٔ بندرعباس به اتباع خارجه[۲۸]
- ۲ اردیبهشت – سر پرسی لورن وزیر مختار انگلیس با مشیرالدوله رئیس‌الوزرا دیدار کرد. خبری از جزئیات مذاکران ایشان به بیرون درز نکرد.[۲۹]
- ۳ اردیبهشت – روزنامه اقدام از اختلاس ۱۹۳ هزار تومانی احمد قوام‌السلطنه که دوبوای بلژیکی، پیشکار مالیه خراسان آن را برملا کرده بود خبر داد.[۳۰]
- ۶ اردیبهشت – محمود انصاری حاکم نظامی تهران در آستانه ماه رمضان قیمت چند کالا را اعلام کرد و تهدید کرد کسی حق ندارد گران‌تر بفروشد: «قیمت گوشت از غره شهر مبارک رمضان چارکی دو قران؛ قیمت شیر روی نگرفته بدون آب چارکی ده شاهی؛ قیمت ماست قالبی در صورت خریداری از ماست‌بند یک من یک قران و ششصد دینار و از بقال یک من دو قران و چارکی ده شاهی؛ ماست کوزه‌ای نیز چارکی سیصد دینار»[۳۱]
- ۷ اردیبهشت – پس از نامه‌نگاری‌های فراوان از سوی سران نظامی و حکومتی غرب ایران، هیئت دولت با اختصاص هزار تومان بابت خلعت و انعام به رؤسای الوار و پانصد تومان برای تعمیر برج‌های شهر به منظور مقابله با اشرار لر موافقت کرد.[۳۲]
- ۸ اردیبهشت – درگیری مسلمان‌ها و بهایی‌ها در سمنان[۳۳]
- ۸ اردیبهشت – اعزام بقاءالدوله به انزلی برای بازپس‌گیری مؤسسات دولتی[۳۴]
- ۹ اردیبهشت – شروع آمارگیری در تهران[۳۵]
- ۱۳ اردیبهشت – کشته شدن افتخارالتجار به دست عوامل سیمیتقو در سقز[۳۶]
- ۱۳ اردیبهشت – برقراری حکومت نظامی در شهرهای تهران، استرآباد، خمسه، قزوین، سمنان، دامغان، بارفروش، تنکابن، فیروزکوه، سوادکوه، لاهیجان، ساوجبلاغ، شهریار، ورامین، کن و سولقان، ساوه و بندر پهلوی به فرمان سردار سپه
- ۱۶ اردیبهشت – حمله گروهی از طوایف لر به شهر نهاوند[۳۷]
- ۱۸ اردیبهشت – استعفای مشیرالدوله از مقام ریاست وزرا
- ۱۹ اردیبهشت – رضاخان (وزیر جنگ) به همهٔ معاونان وزراتخانه‌ها دستور داد که به وزارتخانه‌های خود رفته و مثل گذشته به امور رسیدگی کنند. خود نیز به دربار رفت و در عمل همان نقش مشیرالدوله را بر عهده گرفت.[۳۸]
- ۲۲ اردیبهشت – دیدار مشیرالدوله با کمیسیون ۱۲ نفری (شامل افرادی از دولت و مجلس) برای ذکر دلایل استعفا[۳۹]
- ۲۳ اردیبهشت – در پی رسیدن اخباری مبنی بر این که کنسول انگلیس در بوشهر مستقیماً اقدام به انعقاد قراردادهای نفتی با خوانین کشکولی نموده وزارت داخله به وزارت خارجه نوشت که از ایالت فارس و حکومت بنادر خواسته که مراقب باشند هیچ قراردادی بین آنها منعقد نشود.[۴۰]
- ۲۵ اردیبهشت – رأی مجلس شورای ملی به ابقای مشیرالدوله و ارسال این خبر به احمدشاه قاجار که در فرانسه به سر می‌برد.[۴۱]
- ۲۵ اردیبهشت – اعزام ۲۰۰۰ نیروی دولتی ایرانی به قصد عملیات علیه اسماعیل آقا سیمیتقو در منطقهٔ شمال غرب دریاچه ارومیه[۴۲]
- ۳۰ اردیبهشت – انعقاد قرارداد میان شرکت نفت انگلیس و ایران و محمدناصرخان قشقایی[۴۳]

### خرداد
- ۲ خرداد – تعطیلی محاکم عدلیه به دلیل اعتصاب کارکنانی که ۹ ماه حقوق دریافت نکرده بودند.[۴۴]
- ۳ خرداد – مشیرالدوله که با اصرار نمایندگان و درخواست شاه قبول کرده بود بار دیگر دولت تشکیل بدهد به دلیل دخالت‌ها در تحمیل وزرا، بار دیگر از قبول مسئولیت سر باز زد.[۴۵]
- ۴ خرداد – اعتراض دولت ایران به دولت روسیه شوروی به‌دلیل واگذار نکردن روستای فیروزه به ایران.[۴۶]
- ۶ خرداد – وزارت خارجه ایران از نمایندگی خود در انگلیس خواست که دلیل حضور ۶۰۰ نظامی انگلیسی در بوشهر را از مقامات آن کشور جویا شود. پاسخ آن بود که «بهانهٔ نگاهداری قشون در جنوب، عدم اطمینان (انگلیس) از ابقا امنیت است.»[۴۷]
- ۹ خرداد – تشکیل جلسه‌ای خصوصی در مجلس شورای ملی و تصمیم به ارسال تلگرام برای احمدشاه مبنی بر استعفای دوم مشیرالدوله و تقاضای «رفع بحران» از وی
- ۱۰ خرداد – دستور رضاخان، وزیر جنگ به وزارت خارجه مبنی بر اعتراض به سفارت انگلیس به‌دلیل ملاقات نمایندگان دو کشورِ تحت سلطهٔ انگلیس (عراق و هند) در محمره (خرمشهر)
- ۱۲ خرداد: وینستون چرچیل که در این زمان وزیر امور مستعمارت بریتانیا بود، سندی منتشر کرد که آن را با عنوان British Policy in Palestine می‌شناسند. او در این سند از اعلامیه بالفور حمایت کرد.
- ۱۷ خرداد – ورود قشون دولتی به کازرون برای مبارزه با اشرار و راهزنان
- ۱۸ خرداد – تصویب قانون اعزام شصت نفر دانشجوی نظامی به پاریس در مجلس شورای ملی
- ۲۷ خرداد – در پی برکناری مشیرالدوله از مقام ریاست وزرایی، قوام‌السلطنه مأمور تشکیل کابینه شد. فهرست وزرا: رضاخان سردار سپه وزیر جنگ، فهیم‌الملک وزیر مالیه، مشارالسلطنه وزیر عدلیه، حاج محتشم‌السلطنه وزیر معارف و اوقاف، وحیدالملک شیبانی وزیر پست و تلگراف، عمیدالسلطنه وزیر تجارت و فوائد عامه، منصورالملک کفیل وزارت خارجه و سرپرستی وزار امور خارجه را رئیس‌الوزرا به عهده گرفت.

### تیر
- ۱ تیر – چاپ نخستین شماره از روزنامه خنده با مدیریت غلامعلی‌خان [۴۸]
- ۲ تیر – نماینده سیاسی ایران در فرانسه به وزارت خارجه خبر داد که احمدشاه طی گفتگو با رئیس‌جمهور فرانسه در خصوص تأسیس تلگراف بی‌سیم در ایران توافقاتی کرده است.[۴۹]
- ۳ تیر – تصویب قانون اصلاح قرارداد پستی بین‌المللی مادرید در مجلس شورای ملی
- ۴ تیر – دست‌اندازی طایفهٔ زلقی‌ها به اطراف جوشقان و غارت گوسفندان و الاغ‌های مردم[۵۰]
- ۶ تیر – به لشکر جنوب دستور داده شد برای تأمین امنیت کهگیلویه و بهبهان نیرو فرستاده شود.[۵۱]
- ۶ تیر – کارگزار وزارت خارجه در خرمشهر گزارش داد که هزینه لوازم بیمارستانی که در این شهر ساخته شده توسط رئیس کمپانی نفت ایران و انگلیس برای سردار اقدس (شیخ خزعل) تأمین شده است.[۵۲]
- ۶ تیر – کارگران نفت جنوب اعتصاب کردند و خواستار اخراج کارگران هندی شدند. شیخ خزعل برای رفع مشکل خود را به مسجد سلیمان رساند.[۵۲]
- ۷ تیر – فتح تنگه و قلعه چگنی‌کش از دست طوایف لر به دست اردوی دولتی
- ۸ تیر – کشف معدن سرب در کوه بی‌بی شهربانو توسط گردان مهندسین نظام
- ۱۰ تیر – دیدار قوام‌السلطنه، رئیس‌الوزرا با وزیر مختار دولت آمریکا در ایران و گفتگو پیرامون امتیاز نفت شمال
- ۱۰ تیر – دستگیری نظامیان و غیرنظامیان همدست با لاهوتی جهت محاکمه آنها
- ۱۱ تیر – آغاز جنگ میان طوایف قراجه‌داغ[۵۳]
- ۱۱ تیر – مخالفت مردم گیلان با صدور برنج به روسیه[۵۳]
- ۱۲ تیر – حسین علاء وزیر مختار ایران در آمریکا در تلگراف‌هایی به قوام‌السلطنه از موافقت قطعی شرکت استاندارد اویل با شرایط ایران در خصوص نفت شمال خبر داد.[۵۴]
- ۱۲ تیر – شاهسون‌ها به اطراف شهر میانه تجاوز کرده و گله و رمه مردم را به یغما بردند.[۵۵]
- ۱۳ تیر – در خراسان روزنامه‌های «مهر منیر» و «خراسان» توقیف شدند. مدیر روزنامه خراسان به کلات تبعید شد.[۵۶]
- ۱۴ تیر – قوام‌السلطنه در تلگرامی به عباس میرزا سالار لشکر از احتمال دخالت انگلیس‌ها در شورش طوایف لر خبر داد.[۵۷]
- ۱۴ تیر – در مراسمی که در خانه رضاخان وزیر جنگ برگزار شد، خلعت و شمشیر از ناحیهٔ مقام حضرت ابوالفضل به او هدیه گردید.[۵۸]
- ۲۱ تیر – سرتیپ امان‌الله میرزا به فرماندهی کل قوای آذربایجان منصوب شد.
- ۲۲ تیر – دستگیری رضا نجار، یکی از شورشیان خراسان به همراه مقداری بمب و اخراج هارانوف، همکار روسش از ایران
- ۲۳ تیر – اعزام امیرلشکر غرب به نام احمد آقاخان برای سرکوب لرهای سیلاخوری، بیرانوند و سکوند که منجر به شکست شورشی‌ها و تسخیر قلعه کیوزه شد.
- ۳۲ تیر – مأمور وزارت خارجه در مناطق ساحلی خلیج فارس خبر داد که مأموران کنسولگری‌های انگلیس مایلند اتباع جزیره بحرین را از ایران جدا بدانند.[۵۹]

### مرداد
- ۱ مرداد: جامعهٔ ملل، قیمومت بریتانیا بر فلسطین را به رسمیت شناخت.
- ۴ مرداد – تصویب قانون استخدام و حدود اختیارات دکتر میلسپو رئیس کل مالیه ایران
- ۱۲ مرداد – اعزام نیرو برای سرکوب طایفه چهار راهی و غیره در منطقه فارس
- ۲۰ مرداد – نیروهای نظامی قلعهٔ چهریق که پناهگاه اسماعیل سیمیتقو بود را تسخیر کردند و به تعقیب فراریان پرداختند.
- ۳۰ مرداد: پنجمین کنگره عربی در نابلس تشکیل شد.
- ۳۱ مرداد – ارسال تلگرام توسط احمدشاه به سردار سپه برای قدردانی از کوشش‌های وی در سرکوب غائلهٔ چهریق و سلماس

### شهریور
- ۸ شهریور – اعزام یک ستون نظامی به دشتک برای سرکوب متمردان
- ۲۰ شهریور – قانون استخدام هشت نفر متخصص مالیه از آمریکا به تصویب مجلس شورای ملی رسید.
- ۲۲ شهریور – اعزام یک گردان از لشکر جنوب به دالکی و اعزام یک گردان دیگر به بنادر خلیج فارس برای برقرار امنیت
- ۲۵ شهریور – قلعه‌بیگی‌ها (دژبان‌ها) موظف شدند بر رفتار نظامی‌ها در شهرها نظارت داشته باشند.

### مهر
- ۲۵ مهر – وزارت معارف اعلام کرد شمار محصلین مدارس عالی ایران در سال تحصیلی گذشته و امسال ۹۱ نفر بوده است.
- ۲۵ مهر – تأسیس مدرسه فلاحت

### آبان
- ۱۰ آبان – تصویب لایحه نظارت بر مطبوعات در مجلس شورای ملی
- ۱۲ آبان: تأسیس کیبوتص بیت آلفا توسط داوطلبانی از جنبش صهیونیستی هاشومیر حتصیر

### آذر
- ۱۳ آذر: تأسیس آژانس یهود
- ۱۵ آذر – بازگشت احمد شاه قاجار از دومین سفر فرنگ از طریق بوشهر و استقبال به وسیله رضاخان سردار سپه و خوانین و بزرگان جنوب کشور از جمله صولت‌الدوله قشقایی، حاج ایازخان قشقایی، زائر خضرخان امیراسلام تنگستانی، شیخ محمدخان چاه‌کوتاهی، غضنفرالسلطنه برازجانی و غیره
- ۱۵ آذر – امضای موافقتنامه موقت میان ایران و عراق برای استرداد مجرمین در بغداد
- ۲۲ آذر – تصویب قانون استخدام اعضای دولت

### دی
- ۱۹ دی: با کشف ذخایر نفت در سلطان‌نشین عمان که در آن زمان تحت‌الحمایهٔ امپراتوری بریتانیا بود، سلطان سعید بن تیمور در این روز مجبور به امضای قراردادی با بریتانیا شد تا طبق آن پیش از امضای هر گونه قرارداد با شرکت‌های نفتی به منظور اعطای حق حفاری، از کمیسر عالی بریتانیا در هند مجوز دریافت کند.[۶۰]
- ۱۹ دی: یکی شدن واحد پول سه جمهوری تشکیل‌دهندهٔ جمهوری فدراتیو سوسیالیستی قفقاز جنوبی شوروی. به دارندگان روبل‌های ارمنی، آذری و گرجی دو ماه فرصت داده شد تا پول خود را با روبل قفقاز تعویض کنند. بعدها این فرصت تا ۲۱ فروردین ۱۳۰۳ تمدید شد تا همه بتوانند پول خود را با روبل شوروی تعویض کنند.

### بهمن
- ۹ بهمن: با شکست نیروهای یونانی از ترکیه در جنگ آسیای صغیر، کنوانسیون مبادله جمعیت یونان و ترک در لوزان سوئیس امضا شد که موجب جابجایی اجباری بیش از ۱٫۶ میلیون نفر گردید.[۶۱] این توافقنامه که اجرای آن از یازدهم فروردین ۱۳۰۲ آغاز شد منجر به خروج ۱٬۲۲۱٬۴۸۹ مسیحی ارتدوکس یونانی متولد ترکیه از بخش‌های یونانی سابق غرب ترکیه و ۴۰۰٬۰۰۰ مسلمان متولد یونان شد. بر اساس شرایط این معاهده، ساکنان یونانی استانبول (قسطنطنیه سابق) و ترک‌های مسلمان در سمت یونانی منطقه تقسیم شده تراکیه، از این جابجایی معاف شدند.
- ۲۵ بهمن – تشکیل کابینهٔ جدید توسط حسن مستوفی‌الممالک. فهرست وزرا: رضاخان سردار سپه وزیر جنگ، ذکاءالملک فروغی وزیر امور خارجه، نصرالملک وزیر مالیه، ادیب‌السلطنه سمیعی وزیر داخله، ممتازالملک وزیر عدلیه، حاج محتشم‌السلطنه وزیر معارف و اوقاف، حاج مخبرالسلطنه هدایت وزیر تجارت و فوائد عامه
- ۲۹ بهمن – تصویب قانون اجبار مستخدمین کشوری به استفاده از پارچه‌های ایرانی

### اسفند
- ۵ اسفند – تصویب قانون تشکیل اداره خزانه‌داری کل
- ۱۴ اسفند – وزارت مالیه بودجه این سال را ۲۰٬۵۹۹٬۷۰۰ تومان اعلام کرد.
- ۱۶ اسفند – اعلام شد که ایران در سال ۱۹۲۲ معادل ۲۲٬۴۴۷٬۰۰۰ بشکه نفت خام صادر کرده و پانصد هزار لیره بابت آن دریافت کرده است.

## زادروزها
- ۱ فروردین – قمر آریان، نویسنده و محقق ایرانی (درگذشت ۱۳۹۱)
- ۱ فروردین – محمود ماهرالنقش، معماری و کاشیکار ایران (درگذشت ۱۳۸۹)
- ۱۲ فروردین – علی‌رضا پهلوی، شاهزاده ایرانی (درگذشت ۱۳۳۳)
- ۲۸ فروردین – رضا استاد حسن بنا، انقلابی ایرانی (درگذشت ۱۳۵۷)
- ۶ اردیبهشت - ناصر فربد، [۶۲] سرلشکر نیروی زمینی ارتش ایران و رییس ستاد مشترک ارتش از ۶ فروردین ۱۳۵۸ تا ۳۰ تیر ۱۳۵۸ بود.
- ۱۳ اردیبهشت - هاکوپ کورکچیان، ورزشکار و داور ایرانی-ارمنی‌تبار(زنده)
- ۴ خرداد – عزالدین حسینی، از رهبران دینی و سیاسی کرد ایرانی (درگذشت ۱۳۸۹)
- ۷ خرداد – هوشنگ کاووسی، کارگردان، نویسنده و منتقد ایرانی سینما (درگذشت ۱۳۹۲)
- ۸ خرداد - جلال پژمان، نظامی ایرانی(زنده)
- ۱۲ خرداد – شاپور یاسمی، کارگردان، فیلم‌نامه‌نویس و تهیه‌کننده ایرانی (درگذشت ۱۳۸۹)
- ۲۲ خرداد – پروین سلیمانی، بازیگر ایرانی (درگذشت ۱۳۸۸)
- ۱۲ تیر – محمدحسین جزیره‌ای، چهره ماندگار علمی در زمینه محیط زیست اهل ایران (درگذشت ۱۳۹۵)
- ۶ مرداد - حسن ارسنجانی، سیاستمدار، حقوقدان، دیپلمات و روزنامه‌نویس ایرانی (درگذشت ۱۳۴۸)
- ۱۳ مرداد – رزا منتظمی، استاد آشپزی اهل ایران (درگذشت ۱۳۸۸)
- ۱۸ شهریور – علی‌پناه اشتهاردی، فقیه شیعه و مدرس حوزه علمیه قم (درگذشت ۱۳۸۷)
- ۱ مهر – سید ضیاءالدین امامی دهکردی، نگارگر ایرانی (درگذشت ۱۳۸۷)
- ۱ مهر – حسینعلی منتظری، مرجع تقلید و انقلابی ایرانی (درگذشت ۱۳۸۸)
- ۱ مهر – عبدالوهاب شهیدی، نوازنده ایرانی (درگذشت۱۴۰۰)
- ۴ مهر – پرویز خسروانی، نظامی ایرانی (درگذشت ۱۳۹۴)
- ۱۱ مهر – بوذرجمهر مهر، سیاستمدار زرتشتی ایرانی (درگذشت ۱۳۹۳)
- ۲۲ مهر – ابراهیم گلستان، نویسنده و فیلمساز ایرانی (درگذشت ۱۴۰۲)
- ۳۰ مهر – حیدر غیایی، معمار ایرانی (درگذشت ۱۳۶۴)
- ۲۷ آذر – منیر وکیلی، خواننده ایرانی اپرا (درگذشت ۱۳۶۱)
- ۱ دی – جواد تقدسی، بازیگر ایرانی سینما (درگذشت ۱۳۸۴)
- ۱ دی – منوچهر یکتایی، نقاش و شاعر آمریکایی ایرانی‌تبار (درگذشت ۱۳۹۸)
- ۱۱ دی – مصطفی گرگین‌زاده، نوازنده ایرانی (درگذشت ۱۳۸۸)
- ۱۱ اسفند – مرتضی حنانه، موسیقی‌دان و آهنگ‌ساز ایرانی (درگذشت ۱۳۶۸)
- ۱۳ اسفند – فرخرو پارسا، سیاست‌مدار ایرانی (درگذشت ۱۳۵۹)
- ۲۷ اسفند – عبدالحسین زرین‌کوب، ادیب، تاریخ‌نگار و منتقد ادبی ایرانی (درگذشت ۱۳۷۸)
- علی اشتری، شاعر ایرانی (درگذشت ۱۳۴۰)
- شاطر داوود، از شاطران مشهور تهرانی (درگذشت ۱۳۵۷)
- محمدخان ضرغامی، از خوانین ایرانی (درگذشت ۱۳۵۹)
- عبدالرحیم ربانی شیرازی، روحانی انقلابی شیعه و سیاستمدار ایرانی (درگذشت ۱۳۶۰)
- فتحعلی صاحب الزمانی، روحانی انقلابی شیعه و سیاستمدار ایرانی (درگذشت ۱۳۶۰)
- بهادر یگانه، ترانه‌سرا و حقوق‌دان ایرانی (درگذشت ۱۳۶۳)
- مهری آهی، مترجم ایرانی (درگذشت ۱۳۶۶)
- عباس کرباسیون، طراح ایرانی نقوش فرش و کاشی (درگذشت ۱۳۷۱)
- غیرت بستکی، شاعر ایرانی (درگذشت ۱۳۷۲)
- علی سلیمی، نوازنده ایرانی (درگذشت ۱۳۷۶)
- حبیب‌الله فضائلی، خوشنویس، محقق و مؤلف ایرانی (درگذشت ۱۳۷۶)
- حسن دانشفر، ادیب، محقق و خوشنویس ایرانی (درگذشت ۱۳۸۴)
- فریدون معتمد وزیری، سیاستمدار، بنیانگذار دانشگاه رازی و کردستان (درگذشت ۱۳۸۵)
- تورج فرازمند، ادیب، روزنامه‌نگار و برنامه‌ساز رادیویی اهل ایران (درگذشت ۱۳۸۵)
- آریل داوودی، خاخام یهودی متولد ایران (درگذشت ۱۳۸۵)
- ضیا قاری‌زاده، شاعر، خواننده و آهنگ‌ساز افغانی (درگذشت ۱۳۸۶)
- سیف‌الدین نبوی، پزشک ایرانی (درگذشت ۱۳۸۷)
- عزیز دولت‌آبادی، شاعر ایرانی و نخستین رئیس کتابخانه ملی تبریز (درگذشت ۱۳۸۸)
- احمد کرمی، شاعر، مصحح و ناشر ایرانی (درگذشت ۱۳۹۰)

## درگذشت‌ها
- ۷ تیر – حبیب‌الله خان میکده، افسر جزء ژاندارمری و پسر سلیمان خان میکده
- آراز محمد اوغازی، جنگجوی کرمانج اوغازی
- میرزا ابراهیم‌خان صحاف‌باشی، از پیشگامان عکاسی و فیلمبرداری در ایران (زاده ۱۲۳۴)
- زایر خضرخان اهرمی، از همرزمان رئیسعلی دلواری در مبارزه با انگلیسی‌ها (زاده ۱۲۴۱)
- حاج ملا علی اکبر مجتهد قزوینی، مرجع تقلید شیعه (زاده ؟)
- اسماعیل نوبری، از مبارزین مشروطه و نماینده دور دوم مجلس شورای ملی (زاده ۱۲۵۲)